# Micropterus cataractae
A Micropterus cataractae a sugarasúszójú halak (Actinopterygii) osztályának sügéralakúak (Perciformes) rendjébe, ezen belül a díszsügérfélék (Centrarchidae) családjába tartozó faj.

## Előfordulása
A Micropterus cataractae előfordulási területe az észak-amerikai kontinensen van. Az Amerikai Egyesült Államok egyik endemikus hala; kizárólag az Apalachicola folyóban és az ebbe ömlő patakokban található meg.

## Megjelenése
Eddig a legnagyobb kifogott egyede 61 centiméteres és 4 kilogrammos volt.

## Életmódja
Szubtrópusi, édesvízi halfaj, amely az iszapos és homokos mederfenék közelében él.

## Felhasználása
A Micropterus cataractae-t inkább a sporthorgászok fogják ki.